# Nieves Romero
Nieves Romero (fallecida en Madrid, el 5 de enero de 1986) fue una periodista española.
Destacó sobre todo en el mundo de la radio, donde desarrolló la mayor parte de su carrera profesional. Trabajó sobre todo en Radio Nacional de España y especialmente recordadas son sus colaboraciones en espacios como el musical Para vosotros, jóvenes y el magazine Fiesta.
En televisión participó en algunos programas informativos durante la década de los setenta, como Panorama de actualidad, que se emitía antes del telediario de mediodía y presentó con José Luis Uribarri, Tele-Revista (1975) u Opinión Pública (1978). 
Además, entre 1976 y 1977 compartió con Pedro Macía la presentación de la tercera edición del Telediario, en un momento especialmente importante en la historia reciente de España, con la legalización del Partido Comunista de España y las primeras elecciones democráticas.
En 1971 recibió el Premio Ondas (Nacionales de Radio) a la Mejor locutora.
- Datos: Q6042816